# The lady tasting tea
 (février 2021).
La mise en forme du texte ne suit pas les recommandations de Wikipédia : il faut le « wikifier ».
Les points d'amélioration suivants sont les cas les plus fréquents. Le détail des points à revoir est peut-être précisé sur la page de discussion.
- Les titres sont pré-formatés par le logiciel. Ils ne sont ni en capitales, ni en gras.
- Le texte ne doit pas être écrit en capitales (les noms de famille non plus), ni en gras, ni en italique, ni en « petit »…
- Le gras n'est utilisé que pour surligner le titre de l'article dans l'introduction, une seule fois.
- L'italique est rarement utilisé : mots en langue étrangère, titres d'œuvres, noms de bateaux, etc.
- Les citations ne sont pas en italique mais en corps de texte normal. Elles sont entourées par des guillemets français : « et ».
- Les listes à puces sont à éviter, des paragraphes rédigés étant largement préférés. Les tableaux sont à réserver à la présentation de données structurées (résultats, etc.).
- Les appels de note de bas de page (petits chiffres en exposant, introduits par l'outil «  Source ») sont à placer entre la fin de phrase et le point final[comme ça].
- Les liens internes (vers d'autres articles de Wikipédia) sont à choisir avec parcimonie. Créez des liens vers des articles approfondissant le sujet. Les termes génériques sans rapport avec le sujet sont à éviter, ainsi que les répétitions de liens vers un même terme.
- Les liens externes sont à placer uniquement dans une section « Liens externes », à la fin de l'article. Ces liens sont à choisir avec parcimonie suivant les règles définies. Si un lien sert de source à l'article, son insertion dans le texte est à faire par les notes de bas de page.
- La présentation des références doit suivre les conventions bibliographiques. Il est recommandé d'utiliser les modèles {{Ouvrage}}, {{Chapitre}}, {{Article}}, {{Lien web}} et/ou {{Bibliographie}}. Le mode d'édition visuel peut mettre en forme automatiquement les références.
- Insérer une infobox (cadre d'informations à droite) n'est pas obligatoire pour parachever la mise en page.

Pour une aide détaillée, merci de consulter Aide:Wikification.
Si vous pensez que ces points ont été résolus, vous pouvez retirer ce bandeau et améliorer la mise en forme d'un autre article.

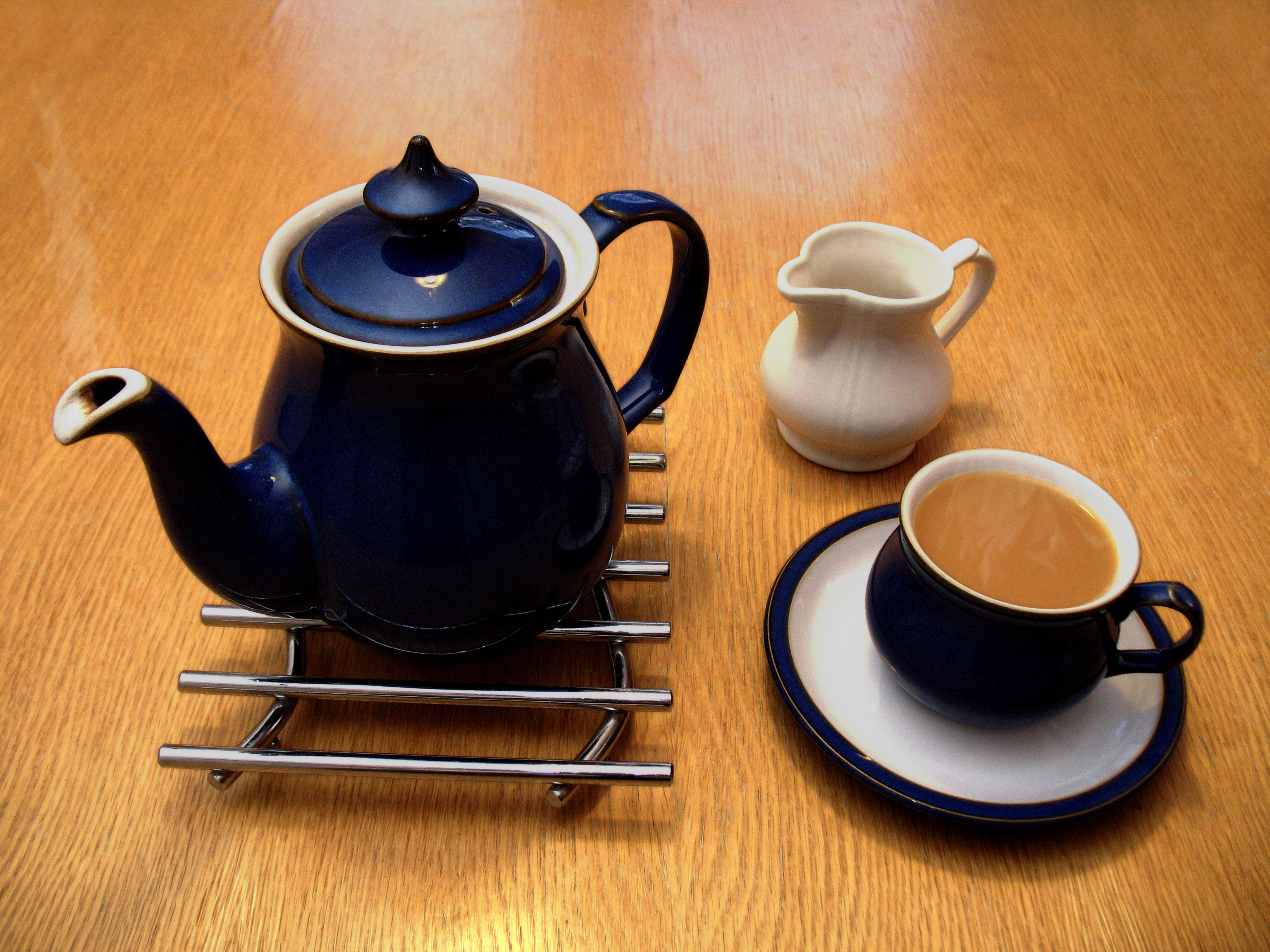
L'expérience consiste à savoir si un dégustateur peut distinguer au goût une tasse de thé dans laquelle le thé ou le lait a été versé en premier.

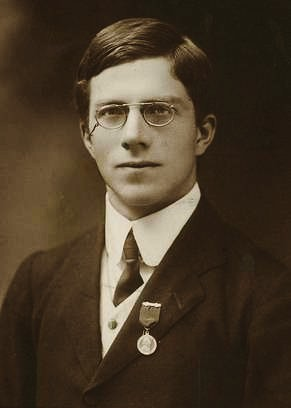
Ronald Fisher en 1913.

Dans la conception des expériences en statistique, la dame dégustant du thé (the lady tasting tea) est une expérience aléatoire conçue par Ronald Fisher et rapportée dans son livre The Design of Experiments (1935). L'expérience est l'exposition originale de la notion de Fisher d'une hypothèse nulle, qui "n'est jamais prouvée ou établie, mais est peut-être réfutée, au cours de l'expérimentation",.
La dame en question (Muriel Bristol) a affirmé être en mesure de dire si le thé ou le lait avait été ajouté en premier dans une tasse. Fisher a proposé de lui donner huit tasses, quatre de chaque sorte, dans un ordre aléatoire. On peut alors se demander quelle était la probabilité qu'elle obtienne le nombre précis de tasses qu'elle a identifié correctement, juste par chance.
La description de Fisher fait moins de 10 pages et se distingue par sa simplicité et son exhaustivité en ce qui concerne la terminologie, les calculs et la conception de l'expérience. L'exemple s'inspire librement d'un événement de la vie de Fisher. Le test utilisé était le test exact de Fisher .

## L'expérience
L'expérience fournit à un sujet 8 tasses de thé classées au hasard – 4 préparées en versant d'abord le thé, puis en ajoutant du lait, 4 préparées en versant d'abord le lait, puis en ajoutant le thé. Le sujet doit sélectionner 4 tasses préparées selon une méthode. Il est permis de juger des coupes par comparaison directe. La méthode employée dans l'expérience est entièrement divulguée au sujet.
L' hypothèse nulle est que le sujet n'a pas la capacité de distinguer les thés. Dans l'approche de Fisher, il n'y avait pas d' hypothèse alternative, contrairement à l'approche Neyman – Pearson.
La statistique du test est un simple décompte du nombre de succès dans la sélection des 4 tasses (le nombre de tasses du type donné sélectionné avec succès). La distribution du nombre possible de succès, en supposant que l'hypothèse nulle est vraie, peut être calculée en utilisant le nombre de combinaisons. En utilisant la formule de combinaison, avec {\displaystyle n=8} total de tasses et {\displaystyle k=4} tasses choisies, le nombre de combinaisons donnant lieu à un succès est de :
{\displaystyle {\binom {8}{4}}={\frac {8!}{4!(8-4)!}}=70}
| Nombre de succès | Combinaisons de sélection          | Nombre de combinaisons |
| ---------------- | ---------------------------------- | ---------------------- |
| 0                | oooo                               | 1 × 1 = 1              |
| 1                | ooox, ooxo, oxoo, xooo             | 4 × 4 = 16             |
| 2                | ooxx, oxox, oxxo, xoxo, xxoo, xoox | 6 × 6 = 36             |
| 3                | oxxx, xoxx, xxox, xxxo             | 4 × 4 = 16             |
| 4                | xxxx                               | 1 × 1 = 1              |
| Total            | Total                              | 70                     |

Les fréquences des nombres possibles de succès, données dans la dernière colonne de ce tableau, sont calculées comme suit :
- pour 0 succès, il n'y a clairement qu'un seul ensemble de quatre choix (à savoir, choisir les quatre tasses incorrectes) donnant ce résultat.
- pour un succès et trois échecs, il y a quatre tasses correctes dont une est sélectionnée, qui par la formule de combinaison peut se produire dans {\displaystyle {\binom {4}{1}}=4} différentes manières (comme indiqué dans la colonne 2, où x indique une tasse correcte qui est choisie et o une tasse correcte qui n'est pas choisie) ; indépendamment de cela, il y a quatre tasses incorrectes dont trois sont sélectionnées, ce qui peut se produire dans {\displaystyle {\binom {4}{3}}=4} manières (comme indiqué dans la deuxième colonne, cette fois avec x interprété comme une tasse incorrecte qui n'est pas choisie, et o indiquant une tasse incorrecte qui est choisie). Ainsi, une sélection de n'importe quelle tasse correcte et de trois tasses incorrectes peut se produire de l'une des  4 × 4 = 16 manières. Les fréquences des autres nombres possibles de succès sont calculées en conséquence. Ainsi, le nombre de succès est réparti selon la distribution hypergéométrique. La distribution des combinaisons pour effectuer k sélections parmi les 2k sélections disponibles correspond à la k-ème ligne du triangle de Pascal, de sorte que chaque entier de la ligne soit au carré. Dans ce cas, {\displaystyle k=4} car 4 tasses de thé sont sélectionnées parmi les 8 tasses de thé disponibles.

La région critique pour le rejet de hypothèse nulle de non-capacité à distinguer était le cas unique de 4 succès sur 4 possibles, sur la base du critère de probabilité conventionnel < 5%. C'est la région critique car sous le nul de non-capacité à distinguer, 4 succès ont 1 chance sur 70 (≈ 1,4 % < 5 %) de se produire, alors qu'au moins 3 succès sur 4 ont une probabilité de (16 + 1) / 70 (≈ 24,3 % > 5 %).
Ainsi, Fisher était prêt à rejeter l'hypothèse nulle si et seulement si la dame a correctement distingué les 8 tasses, reconnaissant effectivement la capacité de la dame à un niveau de signification de 1,4 % (mais sans quantifier sa capacité). Fisher a discuté plus tard des avantages de réaliser plusieurs essais et de tests répétés.
David Salsburg rapporte qu'un collègue de Fisher, H. Fairfield Smith, a révélé que dans l'expérience réelle, la dame avait réussi à identifier correctement les huit tasses,. La chance que quelqu'un devine juste toutes les tasses, en supposant que cette personne pose pour hypothèse que quatre tasses ont reçu le thé en premier et que les quatre autres ont reçu le lait en premier, ne serait que de 1 sur 70 (les combinaisons de 8 prises 4 à la fois).

## Lelivre deThe Lady Tasting Tea
David Salsburg a publié un livre de vulgarisation scientifique intitulé The Lady Tasting Tea, qui décrit l'expérience et les idées de Fisher sur la randomisation. Deb Basu a écrit que "le cas célèbre de la dame dégustant du thé" était "l'un des deux piliers ... de l'analyse aléatoire des données expérimentales".

## Voir également
- Distribution hypergéométrique
- Test de permutation
- Assignation aléatoire
- Test de randomisation